# Robert Hugh Waterston
Robert Hugh Waterston (Detroit, 17 de setembro de 1943) é um biólogo estadunidense. Conhecido por seu trabalho no Projeto Genoma Humano, onde foi pioneiro com John Sulston.